# Rosenberg (Texas)
Rosenberg és una població dels Estats Units a l'estat de Texas. Segons el cens del 2000 tenia 24.043 habitants.

## Demografia
Segons el cens del 2000, Rosenberg tenia 24.043 habitants, 7.933 habitatges, i 5.973 famílies. La densitat de població era de 436,8 habitants per km².
Dels 7.933 habitatges en un 41,3% hi vivien nens de menys de 18 anys, en un 53,4% hi vivien parelles casades, en un 15,7% dones solteres, i en un 24,7% no eren unitats familiars. En el 20,8% dels habitatges hi vivien persones soles el 8,1% de les quals corresponia a persones de 65 anys o més que vivien soles. El nombre mitjà de persones vivint en cada habitatge era de 3 i el nombre mitjà de persones que vivien en cada família era de 3,48.
Per edats la població es repartia de la següent manera: un 30,9% tenia menys de 18 anys, un 10,8% entre 18 i 24, un 30% entre 25 i 44, un 18,5% de 45 a 60 i un 9,8% 65 anys o més.
L'edat mediana era de 30 anys. Per cada 100 dones de 18 o més anys hi havia 9,52 homes.
La renda mediana per habitatge era de 35.510 $ i la renda mediana per família de 39.965 $. Els homes tenien una renda mediana de 28.723 $ mentre que les dones 21.945 $. La renda per capita de la població era de 14.814 $. Aproximadament el 13,6% de les famílies i el 16,1% de la població estaven per davall del llindar de pobresa.

## Poblacions més properes
El següent diagrama mostra les poblacions més properes.